# آبشار والاست
آبشار والاست (به استونیایی: Valaste juga) بلندترین آبشار در کشور استونی است و ریزشگاه آن ۳۰ متر ارتفاع دارد. حوضهٔ آبریز این آبشار، رود والاست است.

## نگارخانه

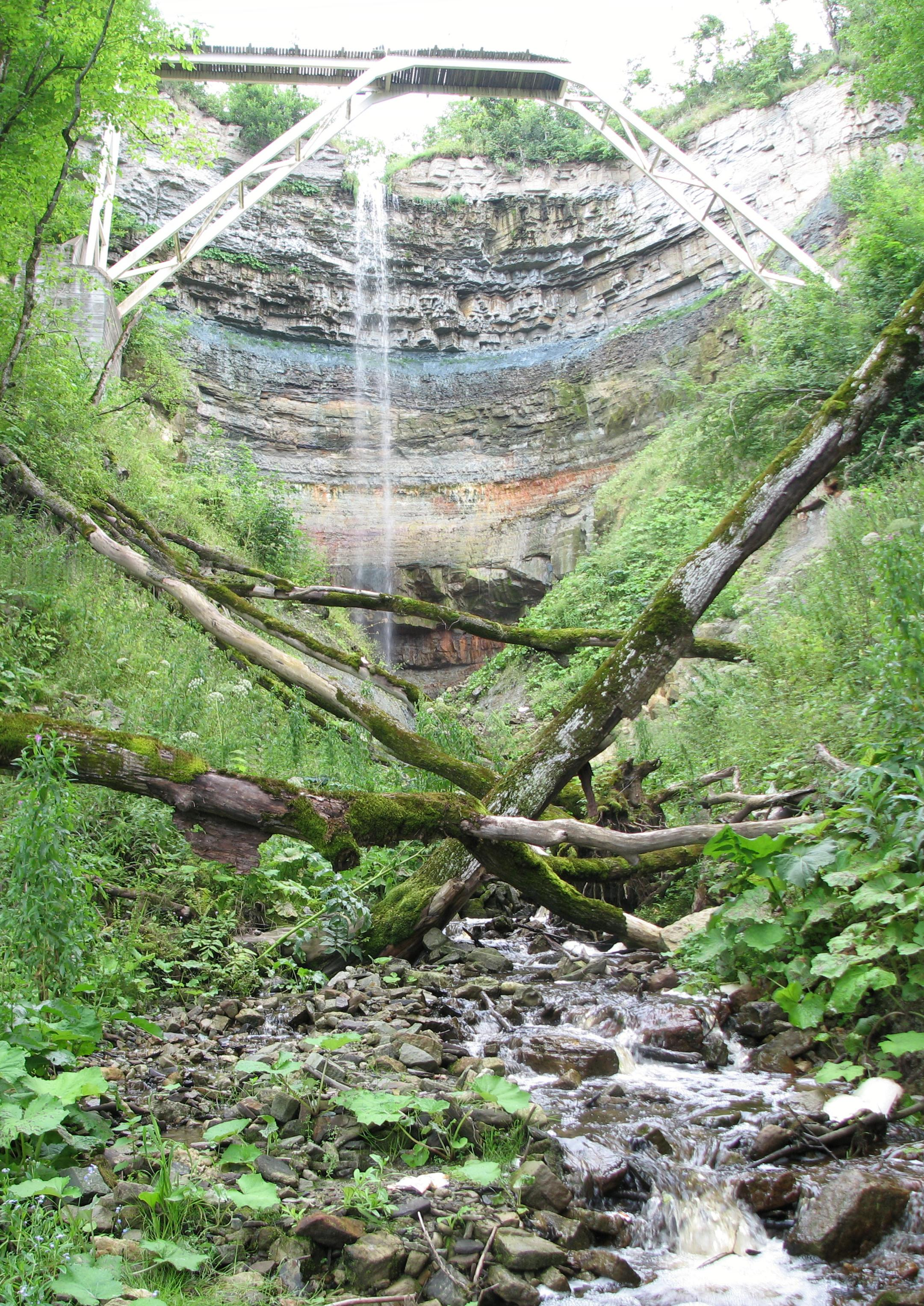
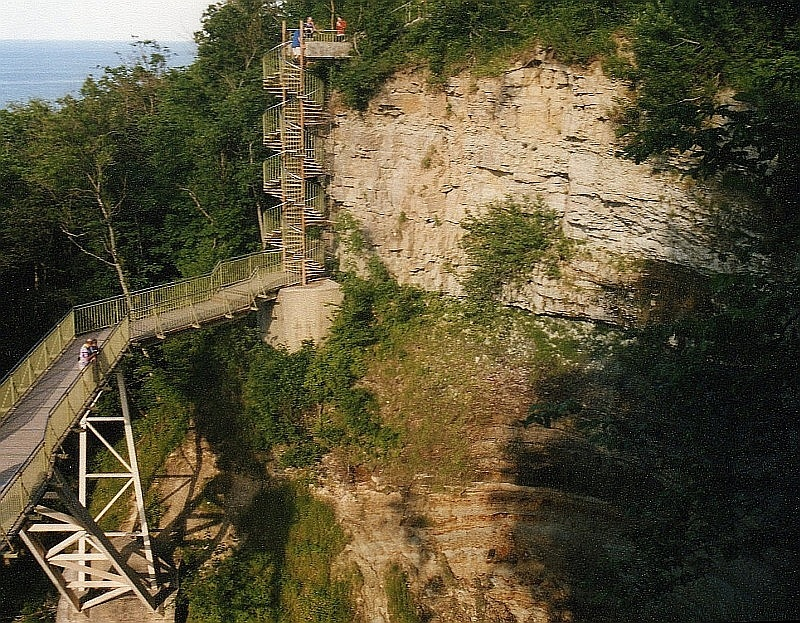
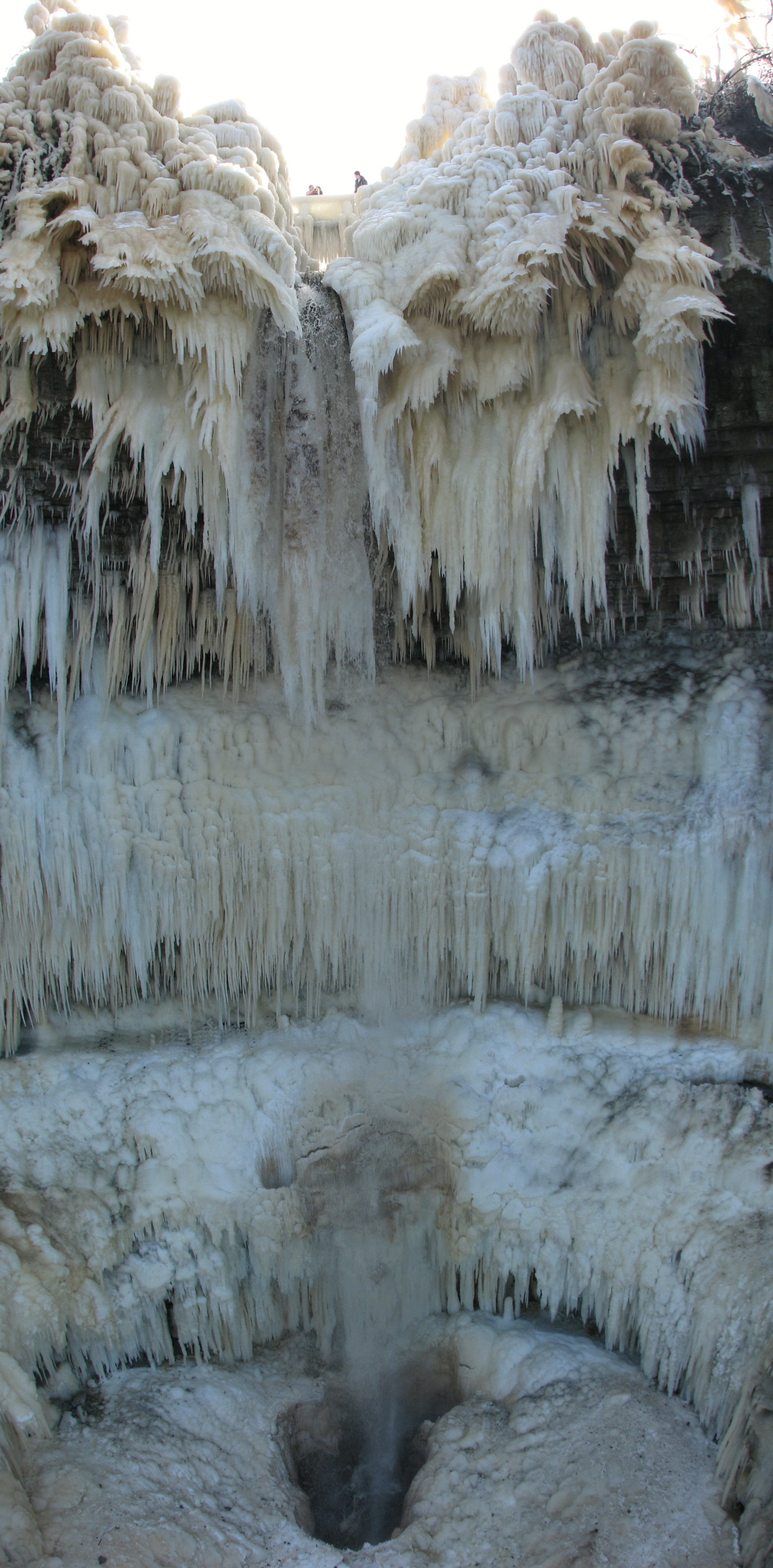
در زمستان